# Flagge Chakassiens

Flagge Chakassiens
Seitenverhältnis 1:2

Historische Flagge von 2002 bis 2003

Historische Flagge von 1993 bis 2002

Flagge 1992–1993

Die Flagge Chakassiens ist die offizielle Flagge der Republik Chakassien. In der Sowjetzeit gab es verschiedene Flaggen für Chakassien. Nach dem Zerfall der Sowjetunion wurde die Republik neu gegründet und hat eine neue Flagge bekommen, die 1993 erstmals verändert und am 24. September 2003 durch eine neue geänderte Version ersetzt wurde.

## Eigenschaften und Farbbedeutung
Die Flagge hat ein Verhältnis 1:2 und besteht aus drei gleich großen horizontalen und einem grünen Seitenstreifen. Die Streifen sind blau, weiß und rot. Auf dem grünen Streifen ist ein gelb-weißes Symbol des chakassischen Turkvolks zu sehen, welches bereits bei älteren Flaggen der Chakassen verwendet wurde. Vor 2003 waren die Farben noch weiß, blau und rot; von 1992 bis 1993 war das Symbol schwarz.